# Algar do João ou do Caldo Quente
O Algar do João também conhecido por Algar do Caldo Quente é uma gruta portuguesa localizada na Vila de São Sebastião, concelho de Angra do Heroísmo, ilha Terceira, arquipélago dos Açores.
Esta cavidade apresenta uma geomorfologia de origem vulcânica em forma de tubo de lava localizado em planalto e apresenta um comprimento de 15 m.